# Stonington (Connecticut)
Stonington es un pueblo ubicado en el condado de New London en el estado estadounidense de Connecticut. En el año 2008 tenía una población de 18,371 habitantes y una densidad poblacional de 183 personas por km².

## Demografía
Según la Oficina del Censo en 2000 los ingresos medios por hogar en la localidad eran de $52,437 y los ingresos medios por familia eran $63,431. Los hombres tenían unos ingresos medios de $45,596 frente a los $32,069 para las mujeres. La renta per cápita para la localidad era de $29,653. Alrededor del 5% de la población estaban por debajo del umbral de pobreza.